# Man of the World
Pour plus de détails, voir Fiche technique et Distribution.
Man of the World est un film américain réalisé par Richard Wallace, sorti en 1931.

## Fiche technique
- Titre : Man of the World
- Réalisation : Richard Wallace
- Scénario : Herman J. Mankiewicz
- Photographie : Victor Milner
- Société de production : Paramount Pictures
- Pays d'origine : États-Unis
- Format : Noir et blanc - Mono
- Genre : drame
- Date de sortie : 1931

## Distribution
- William Powell : Michael Trevor
- Carole Lombard : Mary Kendall
- Wynne Gibson : Irene Harper
- Lawrence Gray : Frank Reynolds
- Guy Kibbee : Harry Taylor
- George Chandler : Fred
- Parmi les acteurs non crédités :
- Harvey Clark : Joe
- Tom Ricketts : Mr Bradkin
- Rolfe Sedan : employé de l'hôtel
- Arthur Q. Bryan